# 开普勒6b
开普勒6b是开普勒太空望远镜首次发现的5颗太阳系外行星之一，于2010年1月4日公布。它位于天鹅座，环绕恒星开普勒6公转。它的半径是木星的1.323倍，质量是木星的0.669。